# Старая Серёдка
Ста́рая Серёдка — деревня в составе Скребловского сельского поселения Лужского района Ленинградской области.

## История

### Новгородская земля
Впервые упоминается в писцовых книгах Шелонской пятины 1498 года, как соседние деревни Серёдка и Кут в Дремяцком погосте Новгородского уезда.

### Российская империя
КУТ — деревня, принадлежит:

поручице Авдотье Апалевой, жителей по ревизии: 5 м. п., 4 ж. п.; 

коллежскому асессору Арсению Карамышеву, жителей по ревизии: 16 м. п., 18 ж. п.; 

статскому советнику Николаю Какурину, жителей по ревизии: 8 м. п., 9 ж. п.; 

инженер-генерал-майору Михайле Сакеру, жителей по ревизии: 6 м. п., 7 ж. п.; 

лужские мещане: 5 м. п., 4 ж. п.; 

СТАРАЯ СЕРЁДКА — деревня, принадлежит: 

поручице Авдотье Апалевой, жителей по ревизии: 4 м. п., 5 ж. п.; 

генерал-адъютанту, генералу от инфантерии Александру Сукину, жителей по ревизии: 15 м. п., 16 ж. п.; 

капитанше Екатерине Агапитовой, жителей по ревизии: 6 м. п., 6 ж. п.; 

статскому советнику Какурину, жителей по ревизии: 7 м. п., 8 ж. п. (1838 год)

КУТ — деревня господ Дзержинского, Карамышева, Солодовникова и Сакера, по просёлочной дороге, число дворов — 11, число душ — 36.

СЕРЁДКА — деревня господ Дзержинского, Антоновой и Солодовникова, по просёлочной дороге, число дворов — 6, число душ — 29. (1856 год)

Согласно X ревизии 1857 года

деревня Кут состояла из трёх частей:

1-я часть: число жителей — 3 м. п., 4 ж. п.

2-я часть: число жителей — 25 м. п., 35 ж. п.

3-я часть: число жителей — 14 м. п., 11 ж. п.

деревня Серёдка состояла из четырёх частей:

1-я часть: число жителей — 4 м. п., 3 ж. п.

2-я часть: число жителей — 1 м. п., 2 ж. п.

3-я часть: число жителей — 11 м. п., 13 ж. п.

4-я часть: число жителей — 14 м. п., 15 ж. п.

КУТ — деревня владельческая при ключе, число дворов — 3, число жителей: 14 м. п., 11 ж. п.

СЕРЁДКА — деревня владельческая при озере Пешелеве, число дворов — 6, число жителей: 19 м. п., 16 ж. п. (1862 год)

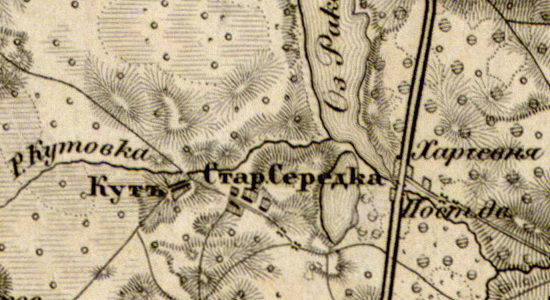
Деревня Старая Серёдка на карте 1863 года

Согласно «Историческому атласу Санкт-Петербургской Губернии» 1863 года в деревне располагалась харчевня и постоялый двор.
Согласно подворной описи Смердовского общества Кологородской волости 1882 года

деревня Кут состояла из трёх частей:

1) бывшее имение Дзержинского, домов — 5, душевых наделов — 5, семей — 4, число жителей — 7 м. п., 10 ж. п.; разряд крестьян — водворённые на земле мелкопоместных владельцев.

2) бывшее имение Карамышева, домов — 12, душевых наделов — 20, семей — 12, число жителей — 28 м. п., 38 ж. п.; разряд крестьян — собственники.

3) бывшее имение Милюковой, домов — 10, душевых наделов — 14, семей — 10, число жителей — 31 м. п., 23 ж. п.; разряд крестьян — собственники.

деревня Серёдка состояла из четырёх частей:

1) бывшее имение Милюкова, домов — 2, душевых наделов — 4, семей — 1, число жителей — 4 м. п., 4 ж. п.; разряд крестьян — собственники.

2) бывшее имение Дзержинского, домов — 2, душевых наделов — 1, семей — 1, число жителей — 3 м. п., 1 ж. п.; разряд крестьян — водворённые на земле мелкопоместных владельцев.

3) бывшее имение Агапитовой, домов — 9, душевых наделов — 13, семей — 8, число жителей — 21 м. п., 22 ж. п.; разряд крестьян — собственники.

4) бывшее имение Мавриной домов — 16, душевых наделов — 17, семей — 12, число жителей — 33 м. п., 28 ж. п.; разряд крестьян — водворённые на земле мелкопоместных владельцев.
В XIX — начале XX века деревни административно относилась к Кологородской волости 2-го стана Лужского уезда Санкт-Петербургской губернии.
По данным «Памятной книжки Санкт-Петербургской губернии» за 1905 год деревня Серёдка входила в Смердовское сельское общество.

### Советское время
В 1917 году деревни Кут и Серёдка входили в состав Кологородской волости Лужского уезда.
С 1918 по 1923 год — в состав Кутского сельсовета Смердовской волости.
С 1923 по 1924 год — вновь в состав Кологородской волости.
С 1924 по 1928 год — в состав Раковичского, а затем Смердовского сельсовета.

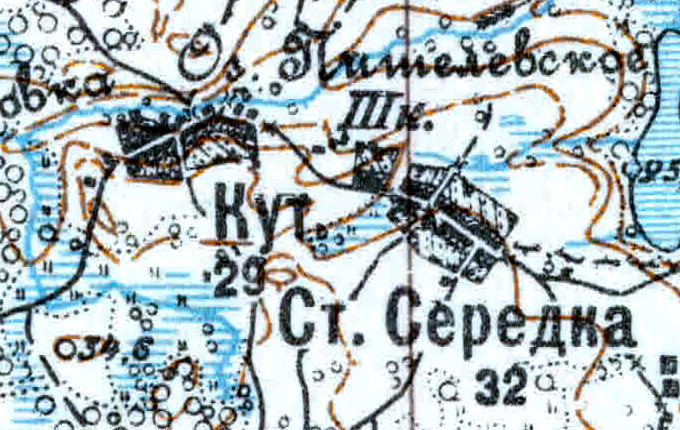
Деревня Старая Серёдка на карте 1926 года

Согласно топографической карте 1926 года деревня Старая Серёдка насчитывала 32 крестьянских двора, смежная деревня Кут — 29, население деревни Кут составляло 159 человек, между деревнями находилась школа.
По данным 1933 года деревни Кут и Старая Серёдка входили в состав Смердовского сельсовета Лужского района.
Во время Великой Отечественной войны в районе деревни велись ожесточённые бои. Старая Серёдка была оккупирована немецко-фашистскими войсками (силами 269-й пехотной дивизии) 2 августа 1941 года, освобождена в ходе Новгородско-Лужской наступательной операции силами 8-й и 59-й армий Волховского фронта 14 февраля 1944 года.
В 1958 году население деревни Серёдка составляло 128 человек, а деревни Кут — 84.
По данным 1966 года деревня называлась Серёдка и также входила в состав Смердовского сельсовета.
По данным 1973 года деревня вновь называлась Старая Серёдка и входила в состав Калгановского сельсовета Лужского района.
По данным 1990 года деревня называлась Старая Серёдка и входила в состав Межозёрного сельсовета.

### Российская Федерация
В 1997 году в деревне Старая Серёдка Межозёрной волости проживали 102 человека, в 2002 году — 152 человека (русские — 93 %).
В 2007 году в деревне Старая Серёдка Скребловского СП — 170.

## География
Расположена в южной части района к западу от на автодороги Р23 «Псков» (E 95, Санкт-Петербург — граница с Белоруссией).
Расстояние до административного центра поселения — 5 км.
Расстояние до ближайшей железнодорожной станции Луга — 12 км.
Деревня находится на берегу Пишелевского озера и впадающей в него реки Кутка и состоит из двух частей: ближе к шоссе расположено животноводческое хозяйство и, собственно, Старая Серёдка. Дальний от шоссе конец поселения исторически носит название деревни Кут.

## Демография
| 1862 | 2007 | 2010 | 2017 |
| ---- | ---- | ---- | ---- |
| 35   | ↗170 | ↗189 | ↘176 |

## Достопримечательности
- Часовня во имя свв. Флора и Лавра первой половины XIX века[20].

## Улицы
Дачный переулок, Заречная, Зелёная, Полевая, Приозёрная, Рябиновая, Садовая, Светлая, Цветочный переулок, Центральная.